# Hiroki Itō (futbolista nacido en 1999)
Hiroki Itō (伊藤 洋輝 Itō Hiroki?, Hamamatsu, Shizuoka, 12 de mayo de 1999) es un futbolista japonés que juega como defensa en el Bayern de Múnich de la 1. Bundesliga.

## Selección nacional
En junio de 2022 hizo su debut con la selección de Japón y en noviembre de ese año fue convocado para participar en el Mundial 2022.

### Participaciones en Copas del Mundo
| Mundial      | Sede  | Resultado        | Partidos | Goles |
| ------------ | ----- | ---------------- | -------- | ----- |
| Mundial 2022 | Catar | Octavos de final | 1        | 0     |

## Clubes
| Club                    | País     | Año           |
| ----------------------- | -------- | ------------- |
| Júbilo Iwata            | Japón    | 2018-2022     |
| Nagoya Grampus (cedido) | Japón    | 2019          |
| VfB Stuttgart (cedido)  | Alemania | 2021-2022     |
| VfB Stuttgart           | Alemania | 2022-2024     |
| Bayern de Múnich        | Alemania | 2024-presente |

## Palmarés

### Títulos nacionales
| Título        | Club             | País     | Año  |
| ------------- | ---------------- | -------- | ---- |
| 1. Bundesliga | Bayern de Múnich | Alemania | 2025 |